# Untermühlbach (Gemeinde St. Veit an der Glan)
Untermühlbach ist eine Ortschaft in der Gemeinde Sankt Veit an der Glan im Bezirk Sankt Veit an der Glan in Kärnten, in Österreich. Die Ortschaft hat 84 Einwohner (Stand 1. Jänner 2024). Sie liegt auf dem Gebiet der Katastralgemeinde Sankt Donat.

## Lage
Die Ortschaft liegt im Süden des Bezirks Sankt Veit an der Glan, südöstlich der Bezirkshauptstadt Sankt Veit an der Glan, im Tal des Ziegelbachs sowie südlich davon in Richtung St. Donat.

## Geschichte
In der Steuergemeinde Sankt Donat liegend, gehörte der Ort in der ersten Hälfte des 19. Jahrhunderts zum Steuerbezirk Osterwitz. Bei Bildung der Ortsgemeinden im Zuge der Reformen nach der Revolution 1848/49 kam Untermühlbach an die Gemeinde St. Georgen am Längsee, 1895 an die damals neu gegründete Gemeinde St. Donat. 1958 kam Untermühlbach an die Gemeinde Sankt Veit an der Glan.

## Bevölkerungsentwicklung
Für die Ortschaft ermittelte man folgende Einwohnerzahlen:
- 1869: 8 Häuser, 54 Einwohner[3]
- 1880: 8 Häuser, 65 Einwohner[4]
- 1890: 7 Häuser, 59 Einwohner[5]
- 1900: 7 Häuser, 42 Einwohner[6]
- 1910: 7 Häuser, 44 Einwohner[7]
- 1923: 7 Häuser, 48 Einwohner[8]
- 1934: 58 Einwohner[9]
- 1961: 19 Häuser, 93 Einwohner[10]
- 2001: 33 Gebäude (davon 30 mit Hauptwohnsitz) mit 36 Wohnungen; 100 Einwohner und 2 Nebenwohnsitzfälle; 35 Haushalte; 1 Arbeitsstätte, 4 land- und forstwirtschaftliche Betriebe[11]
- 2011: 36 Gebäude, 103 Einwohner, 35 Haushalte, 5 Arbeitsstätten[12]
- 2021: 39 Gebäude, 85 Einwohner, 37 Haushalte, 7 Arbeitsstätten[13]